# Кумакинське сільське поселення
Кума́кинське сільське поселення (рос. Кумакинское сельское поселение) — сільське поселення у складі Нерчинського району Забайкальського краю Росії.
Адміністративний центр — село Праві Кумаки.

## Населення
Населення сільського поселення становить 478 осіб (2019; 519 у 2010, 636 у 2002).

## Склад
До складу сільського поселення входять:
| Населений пункт    | Населення, осіб (2002) | Населення, осіб (2010) |
| ------------------ | ---------------------- | ---------------------- |
| Ліві Кумаки, село  | 327                    | 273                    |
| Праві Кумаки, село | 191                    | 174                    |
| Сінна, село        | 118                    | 72                     |